# Dirk Fries

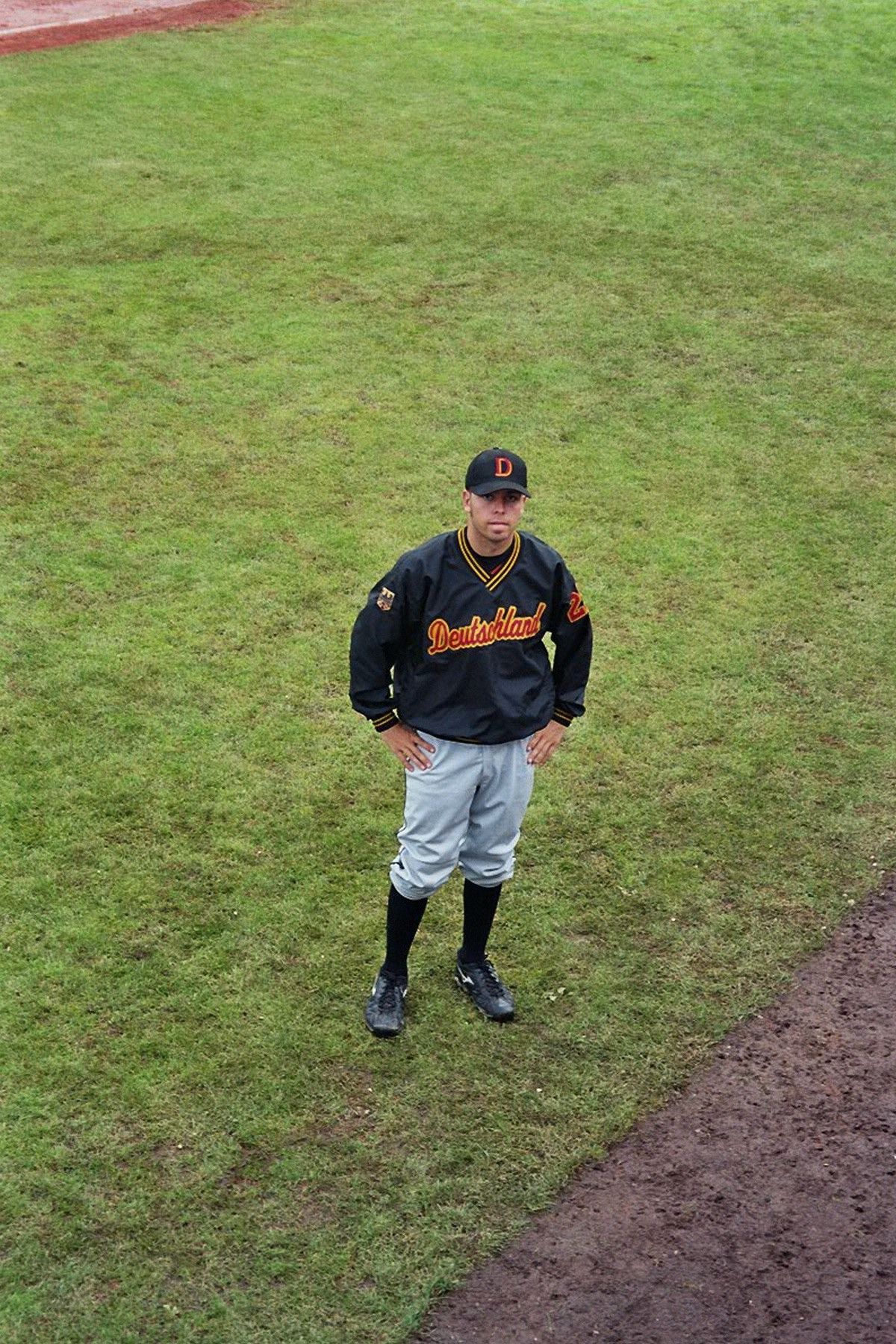
Dirk Fries bei der Baseball-EM 2005 in Prag im Trikot der deutschen Nationalmannschaft

Dirk Fries (* 28. Juni 1979 in Köln) ist ein ehemaliger deutscher Baseballspieler (Pitcher). Er begann seine Karriere im Jahre 1993 bei den Cologne Cardinals, wo er bis zu seinem Wechsel 1997 zu den Bonn Capitals spielte. Nach 5 Jahren in Bonn wechselte er zurück nach Köln, wo er von 2002 bis 2007 für die Cardinals in der Baseball-Bundesliga auflief. Von 2008 bis 2010 spielte er bei den Haar Disciples.
Von 1995 bis 1997 stand er im Kader der deutschen Junior-Nationalmannschaft, von 1998 bis 2009 gehörte er der deutschen Herren Baseball-Nationalmannschaft an.
Als Chef- respektive Assistenztrainer betreute er während und nach seiner aktiven Karriere Nachwuchs-, Auswahl- und Bundesligateams und assistierte dem Headcoach der deutschen Herren-Nationalmannschaft, Greg Frady. Seit dem 15. März 2015 bekleidet Fries das Amt des Sportdirektors des Deutschen Baseball und Softball Verbandes.

## Vereine
- 1993–1996:  Cologne Cardinals
- 1997–2001:  Bonn Capitals
- 2002–2007:  Cologne Cardinals
- 2008–2010:  Haar Disciples